# Prietržka
Prietržka (ungarisch Kispetrős – bis 1907 Kispritrzsd, dt.: Kleinprettersch) ist eine Gemeinde im Westen der Slowakei mit 557 Einwohnern (Stand 31. Dezember 2024), die zum Okres Skalica, einem Kreis des Trnavský kraj, gehört und in der traditionellen Landschaft Záhorie liegt.

## Geographie
Die Gemeinde befindet sich im Nordteil des Tieflands Záhorská nížina sowie am Rande des Hügellands Myjavská pahorkatina im Tal der Chvojnica. Das Ortszentrum liegt auf einer Höhe von 178 m n.m. und ist vier Kilometer von Holíč sowie sechs Kilometer von Skalica entfernt.
Nachbargemeinden sind Vrádište im Norden, Skalica im Nordosten, Mokrý Háj im Osten, Popudinské Močidľany im Südosten, Trnovec im Südwesten und Holíč im Westen.

## Geschichte

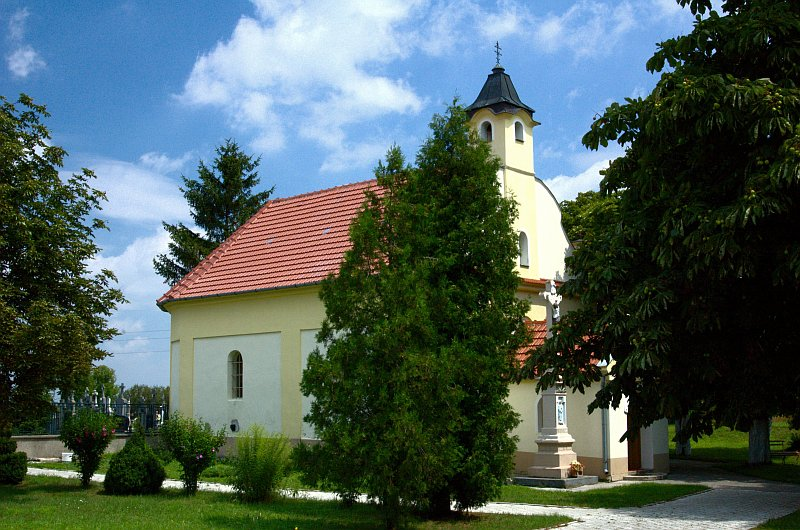
Kirche in Prietržka

Prietržka wurde zum ersten Mal 1392 schriftlich erwähnt. Im 15. Jahrhundert schenkte Stibor von Stiborice den bisher zum Herrschaftsgut von Holitsch gehörenden Ort der Stadt Skalitz, um den Betrieb des städtischen Spitals aufrechtzuerhalten. Diese Zugehörigkeit blieb bis zur Abschaffung der Leibeigenschaft im Jahr 1848 bestehen. 1828 zählte man 57 Häuser und 398 Einwohner. Traditionelle Beschäftigung war und ist Landwirtschaft, es gab und gibt jedoch auch Weingärten, insbesondere südlich und südwestlich des Ortes.
Bis 1918 gehörte der im Komitat Neutra liegende Ort zum Königreich Ungarn und kam danach zur Tschechoslowakei beziehungsweise heute Slowakei.

## Bevölkerung
| Jahr                | 1994 | 2004    | 2014    | 2024     |
| ------------------- | ---- | ------- | ------- | -------- |
| Anzahl der Personen | 426  | 452     | 487     | 557      |
| Unterschied         |      | +6,10 % | +7,74 % | +14,37 % |

| Jahr                | 2023 | 2024    |
| ------------------- | ---- | ------- |
| Anzahl der Personen | 550  | 557     |
| Unterschied         |      | +1,27 % |

Nach der Volkszählung 2011 wohnten in Prietržka 499 Einwohner, davon 478 Slowaken und 3 Tschechen. 2 Einwohner gaben eine andere Ethnie an und 16 Einwohner machten diesbezüglich keine Angabe. 402 Einwohner bekannten sich zur römisch-katholischen Kirche, 5 Einwohner zur evangelisch-methodistischen Kirche sowie jeweils 2 Einwohner zu den Zeugen Jehovas und zur reformierten Kirche; 9 Einwohner bekannten sich zu einer anderen Konfession. 29 Einwohner waren konfessionslos und bei 37 Einwohnern wurde die Konfession nicht ermittelt.

## Bauwerke
- römisch-katholische Elisabethkirche aus dem Jahr 1832
- Glockenturm im Barockstil aus dem 18. Jahrhundert